# ミスプリ!
『ミスプリ!』（Miss Princess）は青月まどか、ルビー・パーティー（企画・原案）による日本の漫画作品、およびそれを基にしたゲーム作品。『なかよし』（講談社）にて2010年12月号から2012年3月号まで第一部を連載。単行本は全4巻。

## あらすじ
主人公・姫岡こころは幼い日の大切な約束を胸に庶民でありながら国内最大規模のレディの称号をかけたミスコン「ミスプリンセスコンテスト（通称:ミスプリ）」に出場することを夢見ている。自分だけの執事を持つことが出場資格であり、そのためのお金を貯めていたが、ある日、ひったくりに貯金をすべて盗まれてしまう。しかし、その時に偶然助けたおばあちゃんが執事派遣会社の最高峰「バトラー」の社長で何と4人の執事を貸してくれることになる。

## 登場人物
姫岡 こころ（ひめおか こころ）
声 - はねゆり
明るく正義感が強いボーイッシュな中三の女の子。前向きな性格で幼い日の大切な約束の為にミスプリグランプリを目指している。
九龍院 要（くりゅういん よう）
声 - 小野友樹
いわゆる俺様キャラの偉そうな態度の執事。庶民のこころに厳しく接する。バトラーの社長の孫で社交界の王子様。今は事情があって執事の仕事をしている。
鷹司 カオル（たかつかさ カオル）
声 - 武内健
クールな美少年執事。他人に対して無関心で無駄なことを嫌う。最初はこころに対しても冷たい態度を取っていたが、彼女がグランプリを目指す理由を知ってからは興味を持つようになる。IQ200の天才。実はまだ15歳でありながら既に大学を卒業しているが、こころが通っている中学校に転校した。
秋月 淳平（あきづき じゅんぺい）
声 - 野島裕史
フェロモン系執事で、セクシーな仕草で女性をドキドキさせる。執事の家系に生まれ、一生をかけて仕えられるような主に出会うことを夢見ている。
樹 桃太（いつき ももた）
声 - 代永翼
童顔でかわいらしい天然執事。人懐っこく、こころにも最初から親切に接している。
九龍院 恵子（くりゅういん けいこ）
執事派遣会社「バトラー」の社長。こころに車に轢かれそうになったところを助けられる。
白鳥 綾乃（しらとり あやの）
前年度グランプリ。大人しい性格の美少女。実は家庭の事情で離れ離れとなっている要の妹。
若森 碧（わかもり みどり）
前年度準グランプリ。気の強い性格のお嬢様で主人公に何かと突っかかってくる。
力武（りきたけ）
WAN'S所属の翠の執事。かげが薄くヘタレで気が弱い性格なため、翠に振りまわされている。
アンナ
こころの家のカフェによく来ていた少女。グランプリ候補だったがこころを庇って怪我をしたことで出場できなくなった。
水上 朔夜（みなかみ さくや）
こころの家のカフェでバイトとして働くことになった青年。本当は執事だがある人物の命令でこころの前に現れたと言う。

## 書誌情報
- 青月まどか（漫画）/ルビー・パーティー（企画・原案）『ミスプリ!』講談社〈講談社コミックスなかよし〉、全4巻
  1. 2011年4月6日発売[3]、ISBN 978-4-06-364299-5
  2. 2011年7月6日発売[4]、ISBN 978-4-06-364317-6
  3. 2011年12月6日発売[5]、ISBN 978-4-06-364330-5
  4. 2012年4月6日発売[6]、ISBN 978-4-06-364348-0

## ゲーム版
『MISS PRINCESS ミスプリ!』は、コーエーテクモゲームスより2011年11月17日発売のニンテンドーDS用ソフト。ネオロマンスシリーズとしては初の小中学生向け（女児・少女向け）ゲームとなる。キャラクター原案は青月まどかが担当した。